# Національний банк Австрії
Націона́льний банк А́встрії (нім. Oesterreichische Nationalbank (OeNB)) — державний центральний кредитно-емісійний банк Австрії.

## Історія
Національний банк Австрії заснований 1 червня 1816. 15 липня 1817 банк отримав виключне право випуску банкнот.
Згідно з рішеннями Австро-угорського компромісу функції центрального банку Австро-Угорщини виконував створений 30 вересня 1878 Австро-Угорський банк. Після розпаду Австро-Угорщини банк, що перебував у спільному управлінні Австрії та Угорщини, продовжував емісію австро-угорської крони, що залишалася спільною валютою Австрії, Угорщини, Чехословаччини, а також використовувалася на територіях Австро-Угорщини, що ввійшли до складу інших країн. 31 липня 1924 Австро-Угорський банк офіційно припинив своє існування.
14 листопада 1922 року прийнятий закон про створення Австрійського національного банку. Банк почав операції 1 січня 1923.
В 1938 стався аншлюс і окупація Австрії Німеччиною, після чого банк був злитий з німецьким Рейхсбанком. Після звільнення Австрії банк з липня 1945 року відновив свою основну діяльність.
З 1 січня 2002 в Австрії використовується євро. Австрійський національний банк обмінює шилінги на євро без обмеження строку. Банк також використав спеціальний поїзд, який об'їжджав всю Австрію з ціллю обміняти у населення 12 млрд шилінгів на євро.

## Філіали
Має 7 філіалів у головних містах федеральних земель.

## Реквізити
Адреса Національного банку Австрії: місто Відень, вул. Отто-Вагнер-плац, 3; Центральна каса Національного банку: місто Відень, вул. Гарнізонгассе, 15.